# ترانسكوبالامين
الترانسكوبالامينات (بالإنجليزية: Transcobalamins)‏ أو ناقلات الكوبالامين، هي بروتينات حاملة تربط الكوبالامين (فيتامين بي12).

## الأنواع
ترانسكوبالامين الأول، المعروف أيضا باسم هابتوكورين، بروتين R، وعامل R، هو بروتين سكري تنتجه الغدد اللعابية في الفم. إنه يعمل في المقام الأول على حماية الكوبالامين (فيتامين بي12) من التدهور الحمضي في المعدة عن طريق إنتاج مركب هابتوكارين-فيتامين بي12. بمجرد أن ينتقل المجمع إلى الإثني عشر، تتحلل البروتياز البنكرياسي من هابتوكارين، حيث يطلق الكوبالامين بشكله الحر، الذي يرتبط الآن بالعامل الجوهري للامتصاص في الخلايا المعوية اللفائفية. بعيدا عن وظيفته الهضمية، يربط هابتوكورين المصل 80–90٪ من فيتامين بي12 المتداول، مما يجعله غير متاح للتوصيل الخلوي عن طريق ترانسكوبالامين الثاني. تتسبب العديد من الأمراض الخطيرة، وحتى التي تهدد الحياة، في ارتفاع نسبة هابتوكورين في الدم، والتي يتم قياسها على أنها نسبة عالية بشكل غير طبيعي من فيتامين بي12 في الدم.
ترانسكوبالامين الثاني هو بروتين إفرازي غير بروتيني يرتبط بالكوبالامين بمجرد أن يتم أخذه بواسطة الخلايا المعوية في اللفائفي الطرفي حيث يتحلل مركب "العامل الجوهري - فيتامين بي12". ثم يشارك ترانسكوبالامين الثاني في نقل فيتامين بي12 إلى الأنسجة.

## روابط خارجية
- Transcobalamins في المكتبة الوطنية الأمريكية للطب نظام فهرسة المواضيع الطبية (MeSH).